# スコット・E・アンダーソン
スコット・E・アンダーソン（Scott E. Anderson, 1964年4月1日 - ）は、アメリカ合衆国の特殊効果アーティストである。

## 人物
『ベイブ』（1995年）によりアカデミー賞視覚効果賞を獲得している。2006年には製作会社ジ・オーシャン・エンターテインメントを設立した。

## 受賞とノミネート
| 賞               | 年   | 部門           | 作品名                       | 結果       |
| ---------------- | ---- | -------------- | ---------------------------- | ---------- |
| アカデミー賞     | 1995 | 視覚効果賞     | ベイブ                       | 受賞       |
| アカデミー賞     | 1997 | 視覚効果賞     | スターシップ・トゥルーパーズ | ノミネート |
| アカデミー賞     | 2000 | 視覚効果賞     | インビジブル                 | ノミネート |
| 英国アカデミー賞 | 1995 | 特殊視覚効果賞 | ベイブ                       | ノミネート |